# Ait Harz Allah
Ait Harz Allah  (in arabo أيت حرز الله‎?) è un centro abitato e comune rurale del Marocco situato nella provincia di El Hajeb, regione di Fès-Meknès. Conta una popolazione di 13 555 abitanti (censimento 2014).